# New Bedford
New Bedford je město v okresu Bristol County ve státě Massachusetts ve Spojených státech amerických. Nachází se na řece Acuschnet v území, které bylo až do příchodu Evropanů v 17. století osídleno původními obyvateli, konkrétně z kmene Wampanoag. Je 9. největším městem ve státě Massachusetts, přičemž se nachází asi 77 kilometrů jižně od Bostonu, největšího města ve státě.
K roku 2020 zde žilo 102 882 obyvatel. S celkovou rozlohou 63 km² byla hustota zalidnění 1 951 obyvatel na km². V letech 1838 až 1841 ve městě pobýval Frederick Douglass, přičemž v tomto období šlo zároveň o jedno z center abolicionistů. Ve městě se rovněž nachází vysoké procento Američanů pocházejících původně z Portugalska. V průběhu 19. století bylo město jedním z nejvýznamnějších přístavů užívaných k lovu velryb. V tomto období patřilo město k nejbohatším místům v Severní Americe, přičemž po jistou dobu mělo město vůbec nejvyšší HDP na osobu na celém kontinentu. I v současnosti je pro město a zdroj jeho příjmů zásadní rybolov a s ním spojený potravinářský průmysl.